# Coon Rapids (Minnesota)
Coon Rapids è una città degli Stati Uniti d'America, nella contea di Anoka, nello Stato del Minnesota.
È un sobborgo settentrionale di Minneapolis.